# Capture de Tobrouk (1941)
Ne doit pas être confondu avec Capture de Tobrouk (1942).
Campagne d'Afrique du Nord de la Seconde Guerre mondiale
Batailles
Guerre du Désert
- Invasion de l'Égypte
- Compass (Fort Capuzzo
- Nibeiwa
- Sidi Barrani
- Bardia
- Tobrouk (1941)
- Mechili
- Beda Fomm)
- Koufra
- Siège de Giarabub
- Sonnenblume
- El Agheila (1941)
- Siège de Tobrouk (Raid sur Bardia
- Raid Twin Pimples)
- Skorpion
- Brevity
- Battleaxe
- Crusader (Flipper
- Bir el Gubi (novembre 1941)
- Point 175
- Bir el Gubi (décembre 1941))
- Fort Lamy
- Gazala (Bir Hakeim
- Tobrouk (1942))
- Mersa Matruh
- El Alamein (juillet 1942) (Raid sur l'aérodrome de Sidi Haneish)
- Alam el Halfa
- Agreement (Caravan)
- Bertram
- Braganza
- El Alamein (octobre 1942) (Avant-poste Snipe)
- El Agheila (1942)

Débarquement allié en Afrique du Nord
- Blackstone
- Casablanca
- Reservist
- Terminal
- Port Lyautey
- Brushwood

Campagne de Tunisie
- Course pour Tunis
- Ligne Mareth
- Sidi Bouzid
- Kasserine
- Sejnane
- Ochsenkopf
- Capri
- Ksar Ghilane
- Pugilist
- El Guettar
- Wadi Akarit
- Longstop Hill
- Hill 609
- Vulcan
- Flax
- Retribution
- Strike

La capture britannique de Tobrouk est une bataille livrée entre le 21 et le 22 janvier 1941, dans le cadre de l'opération Compass, la première offensive de la Western Desert Force (WDF) dans la Guerre du désert occidental de la Seconde Guerre mondiale. Après avoir vaincu les Italiens lors de la bataille de Bardia (3-5 janvier 1941), la 6e division australienne et la 7e division blindée poursuivent et prennent contact avec la garnison italienne à Tobrouk le 6 janvier.
Les Italiens avaient fortifié Tobrouk avant la guerre, qui était leur seule base navale en Cyrénaïque orientale, mais après avoir été mise en déroute lors de l'attaque de Nibeiwa, la bataille de Sidi Barrani et la bataille de Bardia la 10e armée italienne avait perdu huit de ses neuf divisions et disposait seulement de la 61e division d'infanterie « Sirte » (en) et des retardataires pour la défense du port de la ville.
La garnison de Tobrouk compta 2 048 pertes et 20 000 hommes furent faits prisonniers, contre seulement 400 pertes australiennes et britanniques. La WDF poursuivit leur avance vers l'ouest en direction de Derna et Mechili.

## Contexte

### OpérationCompass
En septembre 1940, l'invasion italienne de l'Égypte s'arrêta 100 km après la frontière, dans la ville de Sidi Barrani où les Italiens décidèrent de se retrancher. Au début, les Britanniques se préparaient à résister à une avance italienne sur Mersa Matrouh, mais lorsque cela ne se produisit pas, un raid de la Western Desert Force, avec la possibilité d'exploiter le succès, fut planifié sur les positions italiennes autour de Sidi Barrani. Le raid, nommé opération Compass, débuta le 9 décembre 1940 avec l'attaque surprise de Nibeiwa où le groupe Maletti de la taille d'une brigade italienne (la seule formation blindée italienne en Égypte) fut anéanti. Le 10 décembre, la Western Desert Force engagea lors de la bataille de Sidi Barrani plusieurs divisions italo-libyennes et la 64e division d'infanterie « Catanzaro » (en), qui furent vaincues le 11 décembre.

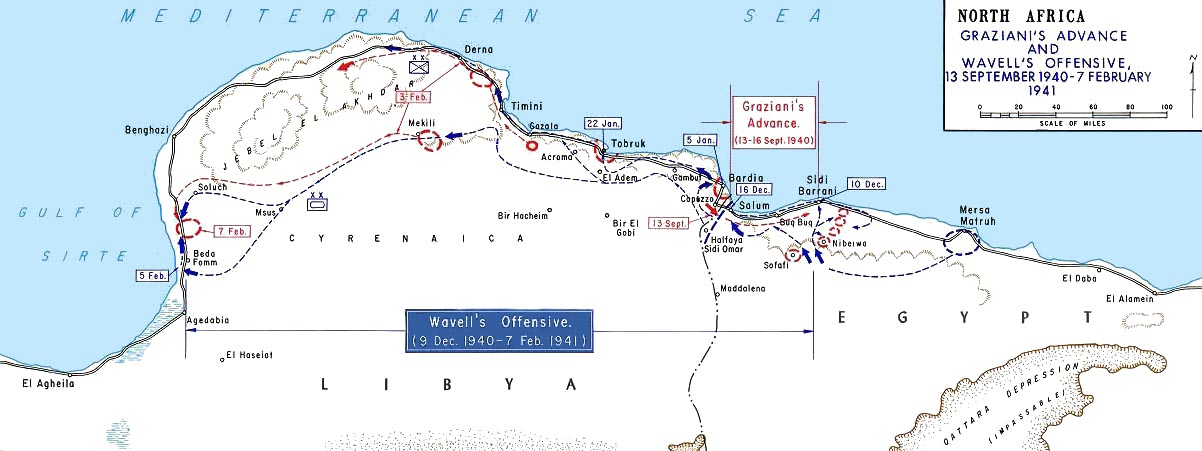
Carte montrant l'avancée italienne en Égypte et l'opération Compass, du 13 septembre 1940 au 7 février 1941.

Avec la 63e division d'infanterie « Cirene » (en) (la dernière division italienne sur le sol égyptien) se retirant vers la Libye, la 7e division blindée britannique maintint la pression, coupant finalement la route entre Bardia et Tobrouk le 15 décembre. Dans la ville de Bardia, les Italiens avaient concentré le XXIIIe corps du Général Annibale Bergonzoli comprenant la 1re division CC.NN. « 23 Marzo » (en), la 2e division CC.NN. « 28 Ottobre » (en), la 62e division d'Infanterie « Marmarica » (en) et la 63e division d'infanterie « Cirene ». Parmi d'autres unités figuraient quatre bataillons de chars légers, les restes de la division « Catanzaro » et le régiment d'artillerie du XXIe corps. Après une préparation minutieuse, les Britanniques passèrent à l'attaque en mettant hors de combat les défenseurs italiens du 3 au 5 janvier 1941.
Le matin du 5 janvier, alors que les forces australiennes nettoyaient toujours la zone sud de Bardia, Wavell ordonna à la 7e brigade blindée de la 7e division blindée d'avancer vers l'ouest, de passer Tobrouk afin d'isoler la ville. Le 6 janvier, la brigade avait atteint El Adem (aujourd'hui l'aéroport de Tobrouk). Le 7 janvier, le gros des forces britanniques était arrivé et avait isolé Tobrouk. Le groupe de la 19e brigade australienne se plaça en face des défenses orientales de Tobrouk tandis que le groupe de la 16e brigade australienne prit le relais du côté ouest. La 4e brigade blindée fut déployée vers l'ouest de la ville, le 7e groupe de soutien bloqua les sorties ouest et la 7e brigade blindée protégea la force des interférences de l'ouest.

## Prélude

### Préparations italiennes
Après l'encerclement de Tobrouk, Graziani informa Mussolini :

« Ce matin débuta l'investissement de la position par les blindés ennemis. Après coup, les différents épisodes du nouveau drame seront facilement prévisibles... »

Graziani informa Mussolini que le long périmètre de défense de Tobrouk de 54 km n'était occupé que par 22 000 hommes avec 340 canons, un nombre totalement insuffisant pour cette tâche. Le 9 janvier, Graziani informa le commandant de garnison, le général Enrico Pitassi Mannella, qu'il n'y aurait aucune tentative de relève. Graziani ordonna à Tellera de se replier avec la 60e division d'infanterie « Sabratha », sa dernière division, sur une ligne entre Derna et Berta, tout en dirigeant le groupe Babini (brigade blindée spéciale) vers Mechili. Après avoir été informé par Graziani qu'il était seul, Mannella fit détruire le pont de Sidi Daud sur la route de Bardia et le pont de Wadi es Sahel sur la route de Derna.

### Ordre de bataille
Garnison de Tobrouk : Détails tirés de Montanari (1990) sauf indication contraire
- Quartier général du XXIIe corps
  - 61e division d'infanterie « Sirte »
    - 69e régiment d’infanterie (3 × bataillons, 1 × batterie avec 13 canons de montagne mod. 65/17)
    - 70e régiment d’infanterie (3 × bataillons, 1 × batterie avec 13 canons de montagne mod. 65/17)
    - 43e régiment d'artillerie, 2 × groupes avec 11 canons de campagne mod. 75/27, 1 × groupe avec obusiers 100/17 mod. 1914
    - LXIe bataillon de mitrailleuses
    - LXIe bataillon du génie Mixte
    - LXIe bataillon de remplacement
    - 51e compagnie de motos des Bersaglieri
    - 61e compagnie antichar, avec des canons antichars 47/32 mod. 1935
    - 61e compagnie de mortier, avec des mortiers de 81 mm

  - 4e régiment d'infanterie de chars
    - Ier bataillon de chars moyens, avec des chars M11/39
    - LXIIIe bataillon de chars légers, avec des chenillette L3/35

  - 10e régiment d'artillerie du corps d'armée
  - 22e régiment d'artillerie du corps d'armée
  - 25e régiment d'artillerie du corps d'armée
  - 55e régiment d'artillerie de division
  - Bataillon de chemises noires Volontari della Libia (Volontaires libyens)
  - CXLe bataillon de chemises noires
  - 22e compagnie de motos des Bersaglieri
  - 25e compagnie antichar, canons antichars 47/32 mod. 1935
  - 141e compagnie de mortier, mortiers de 81 mm
  - 142e compagnie de mortier, mortiers de 81 mm
  - 55e compagnie de transmissions
  - Marine royale italienne :
    - San Giorgio (croiseur)

  - Guardia alla Frontiera
    - Infanterie : 2 300 hommes
    - Artillerie : 2 × groupes

  - Service, quartier-maîtres et unités de ravitaillement

Bien que Pitassi Mannella disposait de 32 chenillettes L3/35 et de 39 chars M11/39, seuls 7 de ces derniers étaient opérationnels et en trois semaines de tentatives de réparation des M11/39, seuls 3 étaient suffisamment en état de fonctionner pour participer à un engagement. Le char L3/35 étant devenu obsolète à l'automne 1940 et que le M11/39 était mal conçu et susceptible de tomber en panne, le XXIe bataillon de chars légers et une partie du Ier bataillon de chars moyens prirent la route pour Benghazi en vue d'un ré-équipement du nouveau char M13/40. Pitassi Mannella n'avait reçu ni pièces de rechange ni carburant pour les chars et disposait de L3/35 légèrement armés et légèrement blindés, ainsi que des M11/39 enterrés dans le sable comme points forts.

### Fortifications
Pitassi Mannella divisa le périmètre défensif en deux secteurs, cinq sous-secteurs et 16 points forts.
- Secteur Est (Brigadier Umberto Barberis)
  - Sous-secteur A, de la mer à Bir Junes pour bloquer la route de Bardia, avec quatre points forts
  - Sous-secteur B, pour bloquer la route d'El Adem, avec deux points forts

La première ligne du secteur Est était occupée par les troupes de la Guardia alla Frontiera renforcé de quatre compagnies du 69e régiment d'infanterie. Attendant l'attaque principale de cette direction, Pitassi Mannella établit une deuxième ligne de défense de 4–6 km derrière les points forts, basé sur une petite colline à la jonction des routes d'El Adem et de Bardia. Sur la deuxième ligne (sous le commandement du 4e régiment d'infanterie de chars), chaque blindé disponible était retranché comme point d'appui. Entre cette position et le bord de mer, le IIIe bataillon du 69e régiment s'était retranché.
- Secteur Ouest (Brigadier Vincenzo dalla Mura)
  - Sous-secteur A, dans le désert au sud de Tobrouk avec quatre points forts
  - Sous-secteur B, pour bloquer la route d'Acroma, avec trois points forts
  - Sous-secteur C, pour bloquer la route de Derna, avec trois points forts

Les sous-secteurs A et B étaient défendus par un bataillon du 70e régiment d'infanterie, tandis que le bataillon des chemises noires Volontari della Libia (Volontaires libyens) occupait le sous-secteur C. Derrière la première ligne de défense se trouvaient cinq points d'appui occupés par le IIIe bataillon du 70e régiment d'infanterie qui servait également d'unité de réserve pour les trois bataillons de la première ligne. Le commandant du 69e régiment d'infanterie reçut les réserves que Pitassi Mannella pouvait rassembler, une compagnie de chars en sous-effectif avec sept M11/39 et deux formations ad hoc, composées chacune d'une compagnie de motos des Bersaglieri, une compagnie d'infanterie, un peloton de mitrailleuses, un peloton antichar et une section antiaérienne. Devant les points forts, 18 km de fossé antichar fut creusé, 7 000 mines à dispositif piège et 16 000 mines à pression posées. Pour pallier le manque de mines antichars, Pitassi Mannella disposait de 2 200 bombes de 26 livres (12 kg) et 800 bombes de 33 livres (15 kg), laissées par la Regia Aeronautica, enterrées verticalement dans le désert, dans l'espoir qu'un char britannique roulant dessus déclencherait le mécanisme à impact.

### Artillerie
Pitassi Mannella organisa l'artillerie en trois groupes, deux pour le secteur Est avec 123 canons et un pour le secteur Ouest avec 97 canons. En supposant (à juste titre) que les troupes du Commonwealth attaqueraient par le sud, Pitassi Mannella déploya dans cette zone les groupes II/43e et III/55e avec 11 canons de campagne mod. 75/27, les groupes CV/25e et CXXX/25e avec des obusiers de campagne lourds 149/13 mod. 14 et la 2e batterie du groupe XV avec des canons antiaériens 75/46 mod. 34 (utilisés comme canons antichars). Pour les tirs d'artillerie à longue portée, Pitassi Mannella s'appuya sur le croiseur San Giorgio dans le port de Tobrouk qui disposait de deux canons doubles de 254 mm/45 et quatre canons doubles de 190 mm/45. Deux batteries côtières de la Regia Marina étaient équipées de deux canons navals de 120 mm/40 et de deux canons lourds mobiles 149/35 de la Guardia alla Frontiera.
Sans reconnaissance aérienne, Pitassi Mannella n'était pas au courant des positions de l'artillerie britannique. Celle-ci disposait d'une meilleur portée que l'artillerie italienne (qui datait principalement de la Première Guerre mondiale), et ne pouvait donc pas compter sur un tir de contre-batterie efficace. Pitassi Mannella décida d'employer chaque canon capable de tir direct comme artillerie antichar et parvint à assembler 110 canons antichars ; 32 canons de 37 mm dans les M11/39 enterrés, 43 canons antichars 47/32 mod. 1935, 13 canons de montagne 65/17 mod. 13, 11 canons de campagne 75/27 mod. 11, 10 canons de campagne 77/28 mod. 5 et un canons naval 76/40 mod. 16 (trouvés dans les magasins de la marine) ; les munitions perforantes n'étaient disponibles que pour les canons antichars de 37 mm et 47 mm.

### Préparatifs britanniques

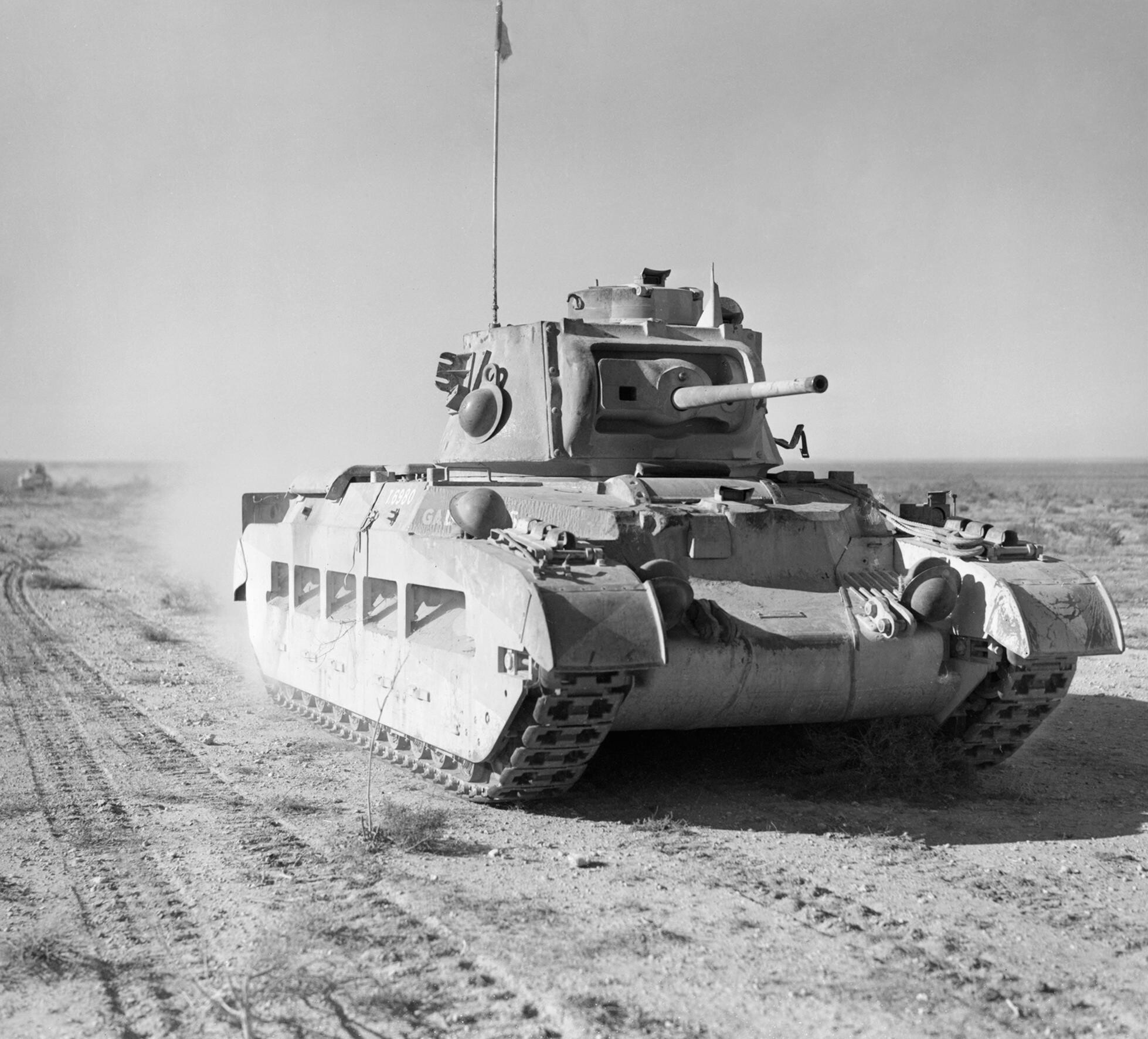
Char d'infanterie britannique Matilda II pendant l'opération Compass.

Après avoir encerclé Tobrouk, la Western Desert Force (WDF) avait épuisé les abondantes réserves italiennes capturées à Capuzzo et Sollum ; O'Connor ordonna que les approvisionnements transitant par le port de Sollum (356 tonnes par jour début janvier et 508 tonnes tous les jours à la fin du mois) rejoignent les 10e et 11e dépôts de campagne qu'il avait établis jusqu'à environ 70 km à l'est de Tobrouk. Préoccupé principalement de ne pas avoir assez de carburant et de fournitures pour l'offensive après la chute de Tobrouk, O'Connor retarda l'attaque pour accumuler le plus de provisions.
La 7e division blindée ayant subi plus de pertes que la 6e division australienne, les Australiens mèneront l'attaque sur ordre d'O'Connor. Les deux unités les plus épuisées, le 8e King's Royal Irish Hussars et le 6e Royal Tank Regiment, sont retirées et leur équipement distribué aux quatre autres régiments des brigades blindées. La première vague de l'attaque devra être menée par la 16e brigade australienne et le 7e Royal Tank Regiment, suivis de la 17e brigade australienne et de la 19e brigade australienne. La 7e division blindée attaquera le long de l'ouest et du périmètre pour coincer les défenseurs. Le 19 janvier, la Royal Air Force (RAF) largua des tracts appelant les Italiens à se rendre, mais Pitassi Mannella n'en tint pas compte.

## L'attaque

### Nuit du 20/21 janvier

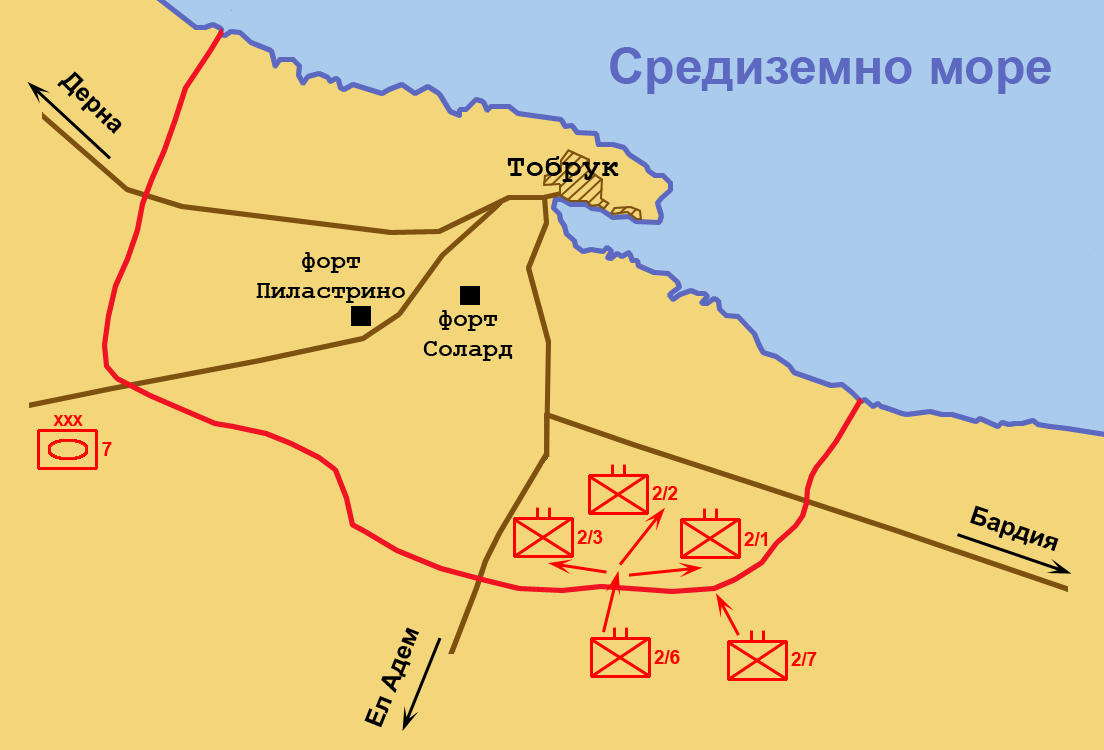
Situation à Tobrouk le 21 janvier 1940 (en russe).

De minuit à 02 h 00 le 21 janvier, la Royal Navy le monitor HMS Terror et trois navires plus petits bombardèrent Tobrouk, tandis que les destroyers attendaient plus loin pour attaquer le croiseur italien San Giorgio, si l'équipage tentait de s'échapper. Pour le reste de la nuit, les bombardiers Wellington de la RAF attaquèrent les installations portuaires, les positions défensives et étouffèrent le bruit des chars britanniques se rassemblant pour l'attaque,.

### Matin
À 05 h 40 du matin, l'artillerie britannique ouvrit le feu sur toute la ligne, se concentrant sur une zone rectangulaire d'environ 2 000 par 700/800 mètres où se rejoignent les sous-secteurs A et B du secteur Est. Sous le couvert de la nuit, les sapeurs australiens et les tirs d'artillerie britanniques dégagèrent un chemin à travers le mince champ de mines italien de la région et aux premières lueurs du jour, le 2/3e bataillon australien passa à l'attaque. Dans l'heure, les Australiens avaient créé une brèche de 2 km de large. À 07 h 00, 18 chars Matilda II traversèrent la brèche, dont trois virèrent à gauche avec le 2/3e bataillon australien, tandis que trois autres passèrent à droite avec le 2/1er bataillon australien pour élargir la brèche. Dans le même temps, le reste des Matilda avança avec le 2/2e bataillon australien vers Tobrouk. La première unité à être piégée par le 2/2 était le CV/25e groupe d'artillerie, qui n'a pas eu le temps de préparer ses canons pour un tir direct avant son envahissement.
Le manque de communications radios des unités italiennes s'avérera être un grave inconvénient ; les lignes téléphoniques avaient été coupées par les bombardements aériens et d'artillerie britanniques et Pitassi Mannella ne reçut l'avis de l'attaque britannique que vers 08 h 30 / 08 h 45 du matin, depuis un expéditeur. À 09 h 10, le 2/2e bataillon australien avait atteint Sidi Mahmud et le 2/1re bataillon était à Sidi Daud ; la 17e brigade australienne avec le 2/6e bataillon australien et le 2/7e bataillon australien avait capturé les positions d'artillerie italienne entre les deux points. À 10 h 30, les Australiens avaient envahi quatre des points d'appui italiens et détruit 6 des 10 groupes d'artillerie de la région. À 08 h 30, la 19e brigade australienne appuyée par l'escadron A du 6e régiment de cavalerie de la division australienne partit en direction du 4e régiment d'infanterie de chars. La brigade australienne était appuyée par 78 canons de campagne, qui se déplaçaient à tour de rôle de 200 mètres vers l'avant toutes les deux minutes. La 19e brigade australienne attaqua le IIIe bataillon du 69e régiment d'infanterie, qui fut rapidement dépassé. Une compagnie Bersaglieri et trois chars M11/39 qui tentaient de combler l'écart dans la deuxième ligne furent vaincus en quelques minutes, les trois M11/39 étant mis hors de combat.

### Puissance aérienne

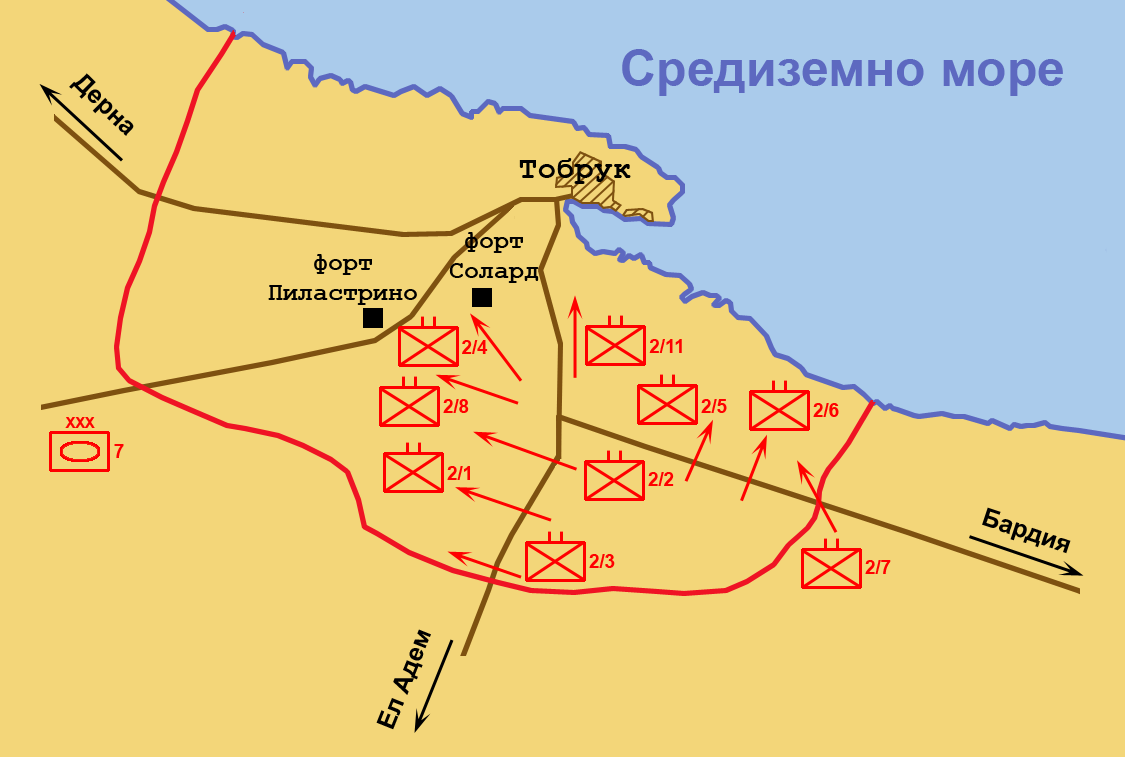
Situation à Tobrouk le 21 janvier 1940 (en russe).

Peu avant la mi-journée, Pitassi Mannella informa à Graziani que le secteur Est avait été détruit et que seules des positions isolées pouvaient être maintenues. Une seule option se présenta pour Graziani, celle d'envoyer trois chasseurs CR.30 à Tobrouk, mais que la RAF pourchassa rapidement. Entre midi et 2 heures de l'après-midi, la 19e brigade australienne assaillit la position du 4e régiment d'infanterie de chars d'une telle férocité que 70 % des officiers (y compris les deux commandants de bataillon) et 50 % des troupes furent tués au combat. Au cours de la journée, les Blenheim des 55e et 113e escadrons effectuèrent 56 sorties contre Tobrouk tandis que les Gloster Gladiator et Hawker Hurricane du No. 3 Squadron RAAF, No. 73 Squadron RAF et No. 274 Squadron RAF avaient patrouillé à l'ouest.

### Après-midi

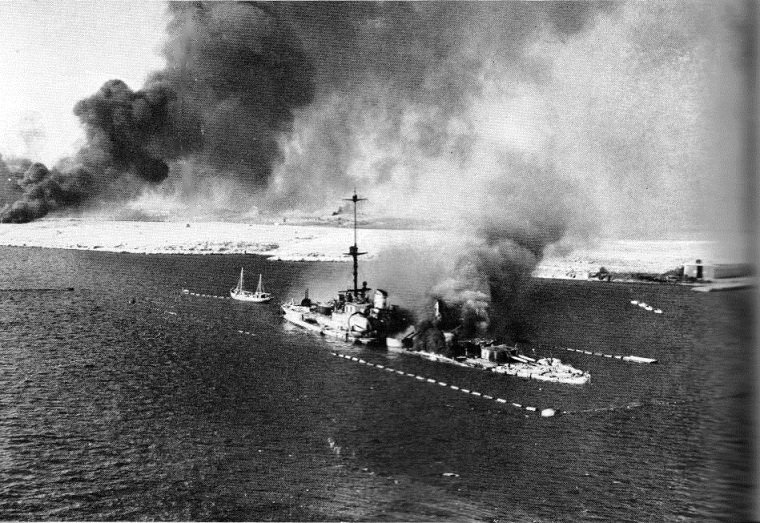
Le San Giorgio brûlant après son sabordage.

À 13 h 00, Pitassi Mannella ordonna à la réserve mobile comprenant 7 M11/39 opérationnels, d'attaquer le flanc gauche australien derrière un barrage d'artillerie. Deux canons antichars australiens et deux chars détruisirent 5 des 7 M11/39 peu après. Lors de l'avancement de l'infanterie australienne, celle-ci fit face à la reddition de la réserve mobile. À 16 h 00 le 2/8e bataillon australien ébranla la position Pilasrino, tandis que le 2/4e bataillon australien avait atteint et encerclé le quartier général italien au Fort Solaro abandonné. Pitassi Mannella et son personnel se cachèrent dans les caves, avant qu'il n'ordonne à 16 h 30 à son état-major de se rendre. En même temps, le 6e régiment de cavalerie divisionnaire avait atteint la périphérie de Tobrouk, avant d'être stoppé par le feu du San Giorgio. Des soldats du 2/4e bataillon australien descendirent les falaises et utilisèrent des mortiers de 3 pouces pour cibler le navire italien. Ayant perdu le contact avec les forces à l'extérieur de Tobrouk, l'amiral Massimiliano Vietina organisa la défense du port avec les quelques hommes à sa disposition. Graziani rejeta sa demande d'« attaque sacrificielle » contre les navires de la Royal Navy à l'extérieur du port, il détruisit alors systématiquement le port et ses magasins.

### 22 janvier

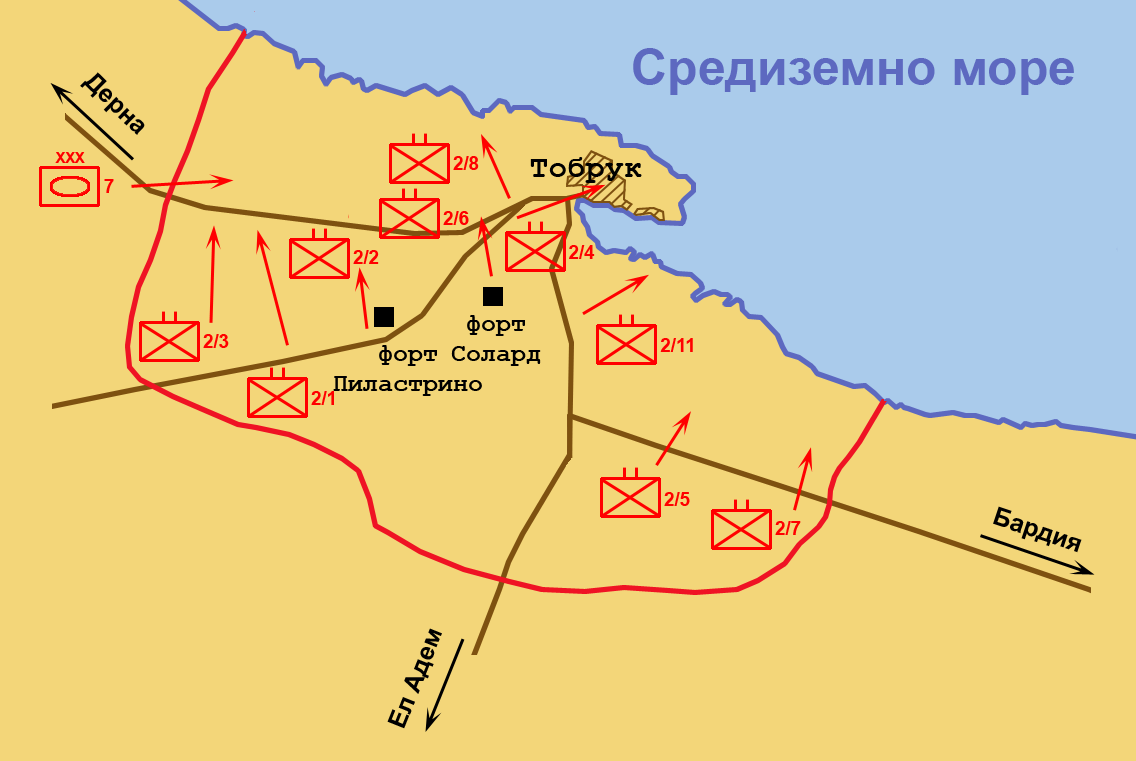
Situation à Tobrouk le 22 janvier 1940 (en russe).

À la tombée de la nuit, la moitié de la zone fortifiée de Tobrouk avait été capturée et à 04 h 15 le 22 janvier, Vietina ordonna au capitaine Stefano Pugliese le sabordage du San Giorgio afin d'éviter qu'il ne tombe entre les mains des Britanniques. Le général Iven Mackay ordonna une avance générale pour le matin du 22 janvier. À 08 h 30, Vietina se rendit au général Horace Robertson de la 19e brigade d'infanterie australienne, suivi peu de temps après par le général Della Mura, qui se rendit avec les restes de la position Pilasrino. À 16 h 00, le dernier point fortifié capitula, provoquant la chute officielle de Tobrouk.

## Conséquences

### Analyse
La plupart des démolitions concernaient des magasins plutôt que des installations ; l'escadron côtier de la Royal Navy commença immédiatement le déminage et rouvrit le port le 24 janvier.

### Pertes
Les Italiens comptèrent plus de 24 000 victimes : 18 officiers et 750 soldats avaient été tués, 30 officiers et 2 250 hommes avaient été blessés et plus de 20 000 hommes furent faits prisonniers de guerre. Les Britanniques capturèrent 208 canons et 87 chars. Le XIIIe corps (le nouveau nom de la WDF) compta 400 victimes, dont 355 australiens.

### Opérations ultérieures
Par la capitulation, les divisions d'O'Connor continuèrent leur persée, la 7e division blindée atteignant Mechili le 24 janvier, tandis que la 6e division australienne avait atteint les positions avancées italiennes à Derna le même jour.